# Fiberfill

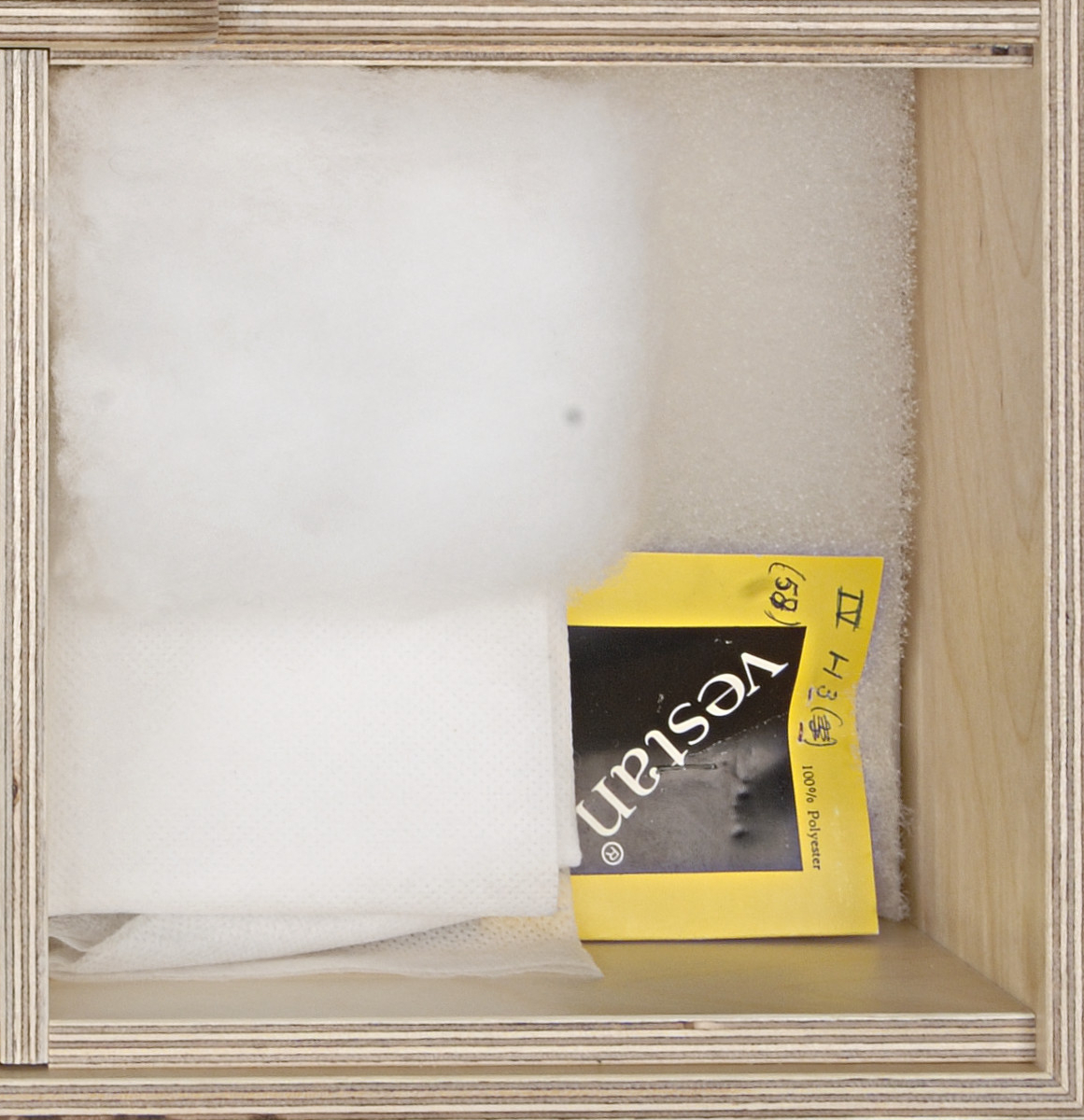
Polyester-Fiberfill

Fiberfill sind Chemiefaser-Spezialtypen, meist auf Basis Polyester und häufig Hohlfasern, die sich durch hohe, dauerhafte Bauschkraft mit der Fähigkeit zur schnellen Wiedererholung nach der Wäsche, hohen Schmiegsamkeit und Luftdurchlässigkeit auszeichnen und deshalb als Füllfasern genutzt werden.
Fiberfill  kann in Form von Flocken  oder als Füllvliese für Bettwaren (Stepp- und Einziehdecken), Flachbetten, Steppstoffe und winterliche Oberbekleidung, Morgenmäntel oder Schlafsäcke eingesetzt werden.
Die positiven Eigenschaften von Fiberfill sind ihr leichtes Gewicht, die gute Wärmehaltung und ein guter Feuchtigkeitstransport. Bei der Erstbefüllung besteht ein hoher Reinheitsgrad, da es staub- und flusenfrei ist, ist es besonders für Allergiker geeignet. Es ist pflegeleicht, waschbar, langlebig und verfilzt nicht. Eine Silikonausrüstung macht die Füllfasern besonders glatt und weich und verhindert ein Verklumpen. Es macht daunendichte Bezugsstoffe überflüssig. Allerdings nehmen Daunen mehr Feuchtigkeit auf und wärmen besser, sind jedoch um ein Mehrfaches teurer.